# José Rodríguez Pérez
José Ramón Rodríguez Pérez (Lanco, Chile, 1954) es un ingeniero civil electricista chileno, doctor en ingeniería eléctrica, reconocido como uno de los investigadores más importantes del mundo en el área de energía eléctrica. Actualmente es el director del Centro de Transición Energética de la Universidad San Sebastián.

## Antecedentes generales
José Rodríguez Pérez es ingeniero civil electricista de la Universidad Técnica Federico Santa María, rector de dicha universidad entre 2005 y 2014. Además es doctorado -Ing. Licenciado en ingeniería eléctrica en la Universidad de Erlangen, Alemania, en 1985. En marzo de 2015 asumió como rector de la Universidad Andrés Bello, cargo que ocupó hasta 2019.
En 2022 asumió como rector de la Universidad San Sebastián, cargo que ocupó hasta el 1 de junio de 2023. Desde el 2023 es director del Centro de Transición Energética de la Facultad de Ingeniería, Arquitectura y Diseño de la Universidad San Sebastián. Ha sido profesor y Rector de las Universidades Federico Santa María, Andrés Bello y San Sebastián de Chile. Es coautor de dos libros y más de 700 artículos en revistas y congresos.
El Dr. Rodríguez es miembro de la Academia Chilena de Ingeniería. En 2014 recibió el Premio Nacional de Ciencias Aplicadas y Tecnología del gobierno de Chile. En los años 2014 a 2022 ha sido incluido en la lista de Investigadores Altamente Citados publicada por Web of Science.

## Estudios
A los 13 años, José Rodríguez se fue desde Osorno a Viña del Mar a estudiar la carrera de subtécnico electrónico en la escuela técnica que tenía la U. Santa María. Entre 1971 y 1977 cursó la carrera de ingeniería civil eléctrica y se doctoró en Alemania en ingeniería eléctrica.
Luego de completar su doctorado en Alemania, retomó su carrera como profesor en la Universidad Técnica Federico Santa María. Sin embargo en 1996, tomó un descanso de la vida académica para trabajar durante un año en la industria del cobre en Santiago de Chile. Rodríguez logró construir una red ferroviaria para transportar cobre desde las minas hasta las montañas del valle donde su equipo recibió el premio en el 2013 en la categórica de energía en la academia de ciencias de Chile

## Reconocimientos
Fue reconocido por el DAAD en la década de 1980, desde 1982 a 1985, donde tuvo gran influencia de los conocimientos adquiridos en Alemania, debido a su estudios de doctorado.
En el campo de la investigación ha recibido el Premio Nacional de Ciencias Aplicadas y Tecnológicas, otorgado por el Consejo Nacional de la Cultura y las Artes de Chile en 2014. Ese mismo año Thompson Reuters lo incluyó en el listado “Highly Cited Research 2014”, que honra a los investigadores científicos más influyentes del mundo, siendo el único chileno en pertenecer a este grupo. El investigador entró en la categoría de los 200 investigadores más citados, definiendo el impacto de sus citas, el año 2002 fueron de un total de 2.832 citas. Posee 169 artículos vinculados a su nombre en Web of Science
Respecto al premio nacional de ciencias,  el jurado lo conformaron el ministro de Educación del año 2014, Nicolás Eyzaguirre; el Rector de la Universidad de Chile, Ennio Vivaldi; el Rector de la Universidad de Concepción, Sergio Lavanchy, en representación del CRUCH, y la entonces Presidenta de CONICYT, María Elena Boisier, quienes tomaron la decisión en forma unánime considerando “su nutrida producción de publicaciones científicas, lo que lo ha situado como el investigador chileno con mayor reconocimiento internacional en el área de la ingeniería eléctrica”, de acuerdo a las palabras del secretario de Estado y presidente del jurado.

## Aportes
Cabe destacar que el galardonado es un activo investigador y ha participado en numerosas iniciativas financiadas por CONICYT, siendo investigador de 30 proyectos Fondecyt Regular   16 como investigador   principal  y  14  como investigador, proyectos Fondef, entre otros. Además, encabezará el Centro Basal de Ingeniería Eléctrica y Electrónica de la Universidad Técnica Federico Santa María, uno de los proyectos que se adjudicó el Tercer Concurso Nacional de Financiamiento Basal para Centros Científicos y Tecnológicos de Excelencia 2013.
Durante su carrera profesional también ha ejercido como director alterno de un Grupo Milenio. Además de haber participado del Consejo Asesor Presidencial de Educación Superior, que se creó en el primer mandato de la presidenta Michelle Bachelet.

## Posiciones externas
Director  del Centro de Transición Energética de la Facultad de Ingeniería, Arquitectura y Diseño de la Universidad San Sebastián 2022 → Presente.
Rector Universidad San Sebastián 2022 → 2023
Centro Transformación Energética, Universidad Andrés Bello, Santiago, Chile 2019 → 2022
Universidad Andrés Bello, Santiago, Chile 2015 → 2019
Universidad Técnica Federico Santa María, Valparaíso, Chile. 2006 → 2014
Universidad Técnica Federico Santa María, Valparaíso, Chile. 1987 → 2015